# Pernerina
Pernerina es un género de foraminífero bentónico de la subfamilia Pernerininae, de la familia Ataxophragmiidae, de la superfamilia Ataxophragmioidea, del suborden Ataxophragmiina y del orden Loftusiida. Su especie tipo es Bulimina depressa. Su rango cronoestratigráfico abarca desde el Turoniense hasta el Coniaciense (Cretácico superior).

## Discusión
Clasificaciones previas incluían Pernerina en el suborden Textulariina del orden Textulariida o en el orden Lituolida.

## Clasificación
Pernerina incluye a las siguientes especies:
- Pernerina crassa †
- Pernerina depressa †
- Pernerina redbankensis †
- Pernerina wicheri †